# شادی الحلو
شادی الحلو (انگلیسی: Shady El-Helw؛ زادهٔ ۷ فوریهٔ ۱۹۷۹) بازیکن واترپلو اهل مصر بود.